# Ciemnice
Ciemnice (niem. Thiemendorf) – wieś w Polsce, położona w województwie lubuskim, w powiecie krośnieńskim, w gminie Dąbie na skraju Pradoliny Warszawsko-Berlińskiej. Ciemnice reprezentują układ przestrzenny charakterystyczny dla wielodrożnicy. W Średniowieczu należała do Śląska. Od zakończenia wojny o sukcesję głogowską wieś wchodziła w skład Nowej Marchii i Brandenburgii.
Pierwsza wzmianka o miejscowości pochodzi z roku 1233. Pod względem administracyjnym wieś była i jest związana z Krosnem Odrzańskim. W Ciemnicach przed II wojną światową uprawiano winorośl. Obecnie prowadzą tu usługi dwa zakłady blacharskie oraz trzy firmy z branży stolarskiej. Do połowy lat 90. istniała szkoła podstawowa.
Wieś posiada połączenie autobusowe z Zielona Górą. Stacja kolejowa na linii Zielona Góra-Gubin jest nieczynna.

## Zabytki
Do wojewódzkiego rejestru zabytków wpisany jest:
- kościół filialny pod wezwaniem Wszystkich Świętych, drewniany, datowany na 1610 rok, po wojnie został przebudowany.

## Demografia
Liczba mieszkańców miejscowości w poszczególnych latach:
| Rok  | Ilość mieszkańców |
| ---- | ----------------- |
| 1998 | 453               |
| 2002 | 449               |
| 2009 | 452               |
| 2011 | 433               |
| 2021 | 404               |